# 權順宇
權 順宇（クォン・スヌ、クォン・スンウ、朝鮮語: 권순우、朝鮮語発音: [kwʌ̹n sʰunu]；1997年12月2日 - ）は、韓国・尚州市出身の男子プロテニス選手。身長180cm、体重72kg。右利き、バックハンドは両手打ち。自己最高世界ランキングはシングルス52位・ダブルス227位。ATPツアーでシングルス2勝を挙げている。

## 選手経歴

### ジュニア時代
幼少期はサッカーが好きであったが、アマチュアテニス選手であった父ヨンフンの影響を受け小学4年生から本格的にテニスを始めた。中学3年生のときにソウルへ引っ越す。高校時代では当時韓国国内で最有望株のイ・ダクヒと同級生であった。

### 2015年 プロ転向
2015年にプロへ転向する。2015年11月・12月にプノンペンで行われたフューチャーズのシングルスで二週連続の優勝を果たし、ATPランキングは1096位から653位に上がった。2016年はフューチャーズ3大会で優勝・7月のキムチョン・チャレンジャーでベスト4など、順位を300位台に乗せる。

### 2017年 デビス杯初出場
2017年デビスカップの韓国代表に選出。同年3月の慶應でチャレンジャーツアーで初めて決勝に進出したが、杉田祐一にフルセットの末敗れ準優勝となった。同年5月にもソウル・チャレンジャーで決勝に進出したがファッビアーノに敗れ準優勝となっている。しかしチャレンジャーツアーに定着したことにより、2017年末の順位は168位まで上昇した。2017年12月に行われた全豪オープンAPWCプレーオフを優勝。

### 2018年 グランドスラム初出場
2018年1月の全豪オープンでグランドスラムデビュー。本戦1回戦ではシュトルフと対戦し、0-3で敗れた。2018年は6月まで決勝まで行けず、7,8月は全休し順位を273位まで落としたが、9月の高雄チャレンジャーで準優勝 (優勝はモンフィス)を果たす。

### 2019年 チャレンジャー初優勝
1月の全豪オープンは予選1回戦で綿貫陽介に敗れ敗退。3月の慶應で決勝進出すると、オッテを2-0で下し、4回目の挑戦でチャレンジャー初優勝を挙げる。その後チャレンジャーツアーで安定した成績を残し続け、5月ソウルでもパーセルを2-0で下しチャレンジャー2勝目。しかし5月の全仏オープンでは予選1回戦でバラージュに敗れ敗退。6月のウィンブルドンで予選を勝ち抜き本戦進出。本戦1回戦で第10シードのハチャノフと対戦し、1-3で敗れた。
8月のロスカボスで予選を勝ち抜いてベスト8となり、順位は97位まで上がってATPシングルスランキングトップ100入りを果たす。翌週のカナダも予選を勝ち抜いてマスターズデビューを果たすが、1回戦でイヴァシュカに0-2で敗れた。同月の全米オープンも予選を勝ち抜いて本戦進出。1回戦でデリエン相手に4セット目途中でリタイアした。9月の珠海オープン (ATP250)1回戦で、当時24位のプイユを2-0で下す金星を挙げる。

### 2020年 グランドスラム初勝利
1月の全豪オープンは予選スキップで本戦を迎えたが、1回戦で第26シードのバシラシビリにフルセットの末敗れた。その後、チェンナイ、ニューヨーク、デルレイビーチ全てでベスト8の結果を残す。2月にアカプルコの準々決勝で当時ランキング2位のラファエル・ナダルと対戦、初めてBIG4を相手にしたが、0-2で敗れた。その直後から新型コロナウイルスの流行によりツアーが中断となる。中断明け後、9月の全米オープンの1回戦クイアットカウスキーを3-1で下し、グランドスラム初勝利を挙げる。続く2回戦は第12シードのシャポバロフに1-3で敗れた。同月の全仏オープンでは1回戦でペールに0-3で敗れた。2020年は全仏でシーズンを終え、フロリダでトレーニングを行った。

### 2021年 ツアー初優勝

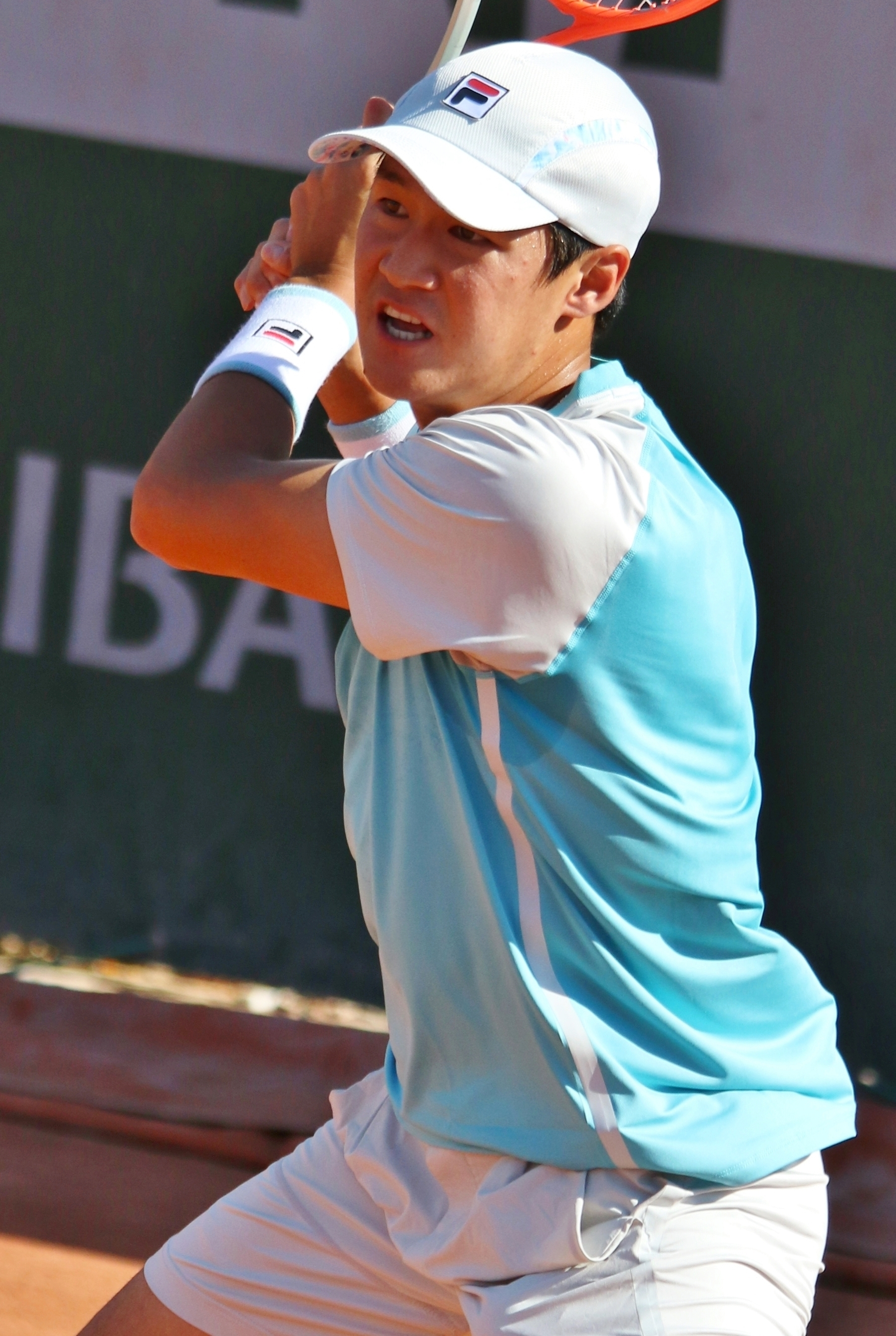
2021年全仏オープンでのクォン・スンウ

1月の全豪オープンは1回戦のコキナキスに0-3で敗れた。2月にビエッラ・チャレンジャーを優勝。3月のマイアミは1回戦でイヴァシュカにフルセットタイブレイクの末敗れた。4月のベオグラード1の2回戦で当時ランキング1位のジョコビッチと対戦、0-2で敗れた。6月の全仏オープン1回戦でケビン・アンダーソンを下しRG初勝利を挙げると、2回戦のセッピも3-0で下す。3回戦で第9シードのベレッティーニを相手に0-3で敗れた。7月のウィンブルドン1回戦でマズーアを3-1で下しWB初勝利を挙げる。2回戦でケプファーにフルセットの末敗れた。9月の全仏オープンは1回戦でオペルカに0-3で敗れた。
同月行われたヌルスルタンで、ドンスコイ、ラヨビッチ、ジェレ、ブブリクらを下し決勝へ進出すると、ダックワースも2-0で下し、ATPツアー初優勝を挙げる。韓国人選手でのATPツアーシングルス優勝者は2003年の李亨澤以来18年ぶり。10月のインディアンウェルズは1回戦でペラに敗れた。

### 2022年 全豪ダブルス3回戦進出

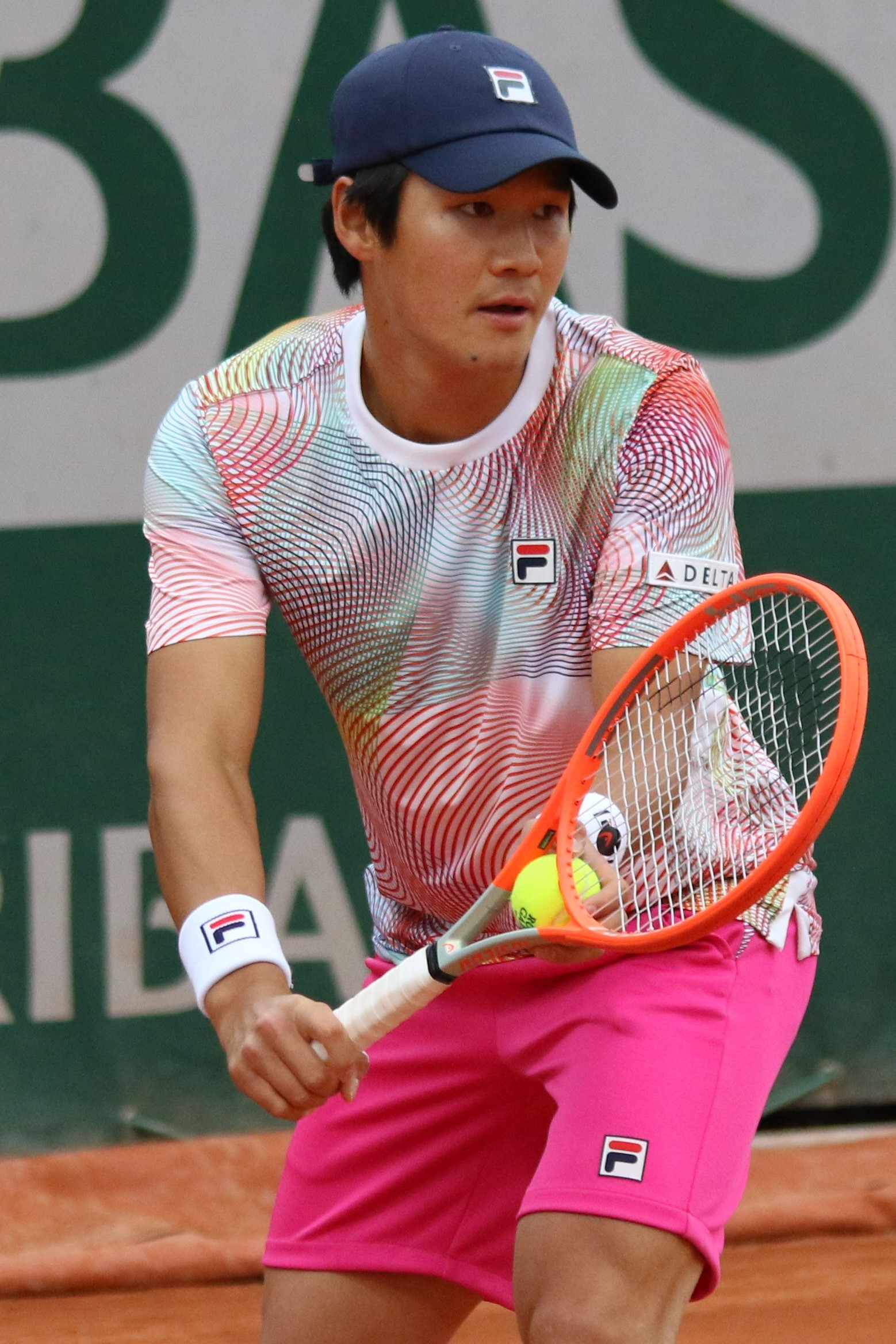
2022年全仏オープンでのクォン・スンウ

全豪オープンでは1回戦でホルガ・ルーネを3-6, 6-4, 3-6, 6-3, 6-2のフルセットで破り、初戦突破する。2回戦では第14シードのデニス・シャポバロフに6-7(6), 7-6(3), 7-6(6), 5-7, 2-6のフルセットの末に敗れた。マルコス・ギロンとペアを組んだダブルスでは初の3回戦進出をした。全仏オープンでは第7シードのアンドレイ・ルブレフに7-6(5), 3-6, 2-6, 4-6で初戦敗退。ウィンブルドン選手権では第1シードのノバク・ジョコビッチに3-6, 6-3, 3-6, 4-6で初戦敗退となった。全米オープンでは2回戦で第9シードのルブレフに3-6, 0-6, 4-6のストレートで初戦敗退。韓国オープンでは2回戦でジェンソン・ブルックスビーに3-6, 4-6のストレートで敗れるも、ダブルスでは同胞の鄭現とペアを組み、ベスト4進出を果たした。さらにジャパン・オープンではATPツアー・500シリーズにおいて、シングルスでベスト4進出を果たした。準決勝ではフランシス・ティアフォーに2-6, 6-0, 4-6で敗れた。年間最終ランキングは83位。

### 2023年 ツアー2勝目
1月、ラッキールーザーとして出場したアデレード国際2では決勝でロベルト・バウティスタ・アグートを6-4, 3-6, 7-6(4)で破り、ツアー2勝目を挙げた。この優勝によって韓国人選手として初のATPツアー複数優勝者となった。全豪オープンと全米オープンでは両大会ともクリストファー・ユーバンクスに敗れ、初戦敗退となった。年間最終ランキングは196位。

## 成績
略語の説明
| W | F | SF | QF | #R | RR | Q# | LQ | A | Z# | PO | G | S | B | NMS | P | NH |

W=優勝, F=準優勝, SF=ベスト4, QF=ベスト8, #R=#回戦敗退, RR=ラウンドロビン敗退, Q#=予選#回戦敗退, LQ=予選敗退, A=大会不参加, Z#=デビスカップ/BJKカップ地域ゾーン, PO=デビスカップ/BJKカッププレーオフ, G=オリンピック金メダル, S=オリンピック銀メダル, B=オリンピック銅メダル, NMS=マスターズシリーズから降格, P=開催延期, NH=開催なし.
| 大会           | 2017 | 2018 | 2019 | 2020 | 2021 | 2022 | 勝-敗 |
| -------------- | ---- | ---- | ---- | ---- | ---- | ---- | ----- |
| 全豪オープン   | A    | 1R   | Q1   | 1R   | 1R   | 1R   | 1-4   |
| 全仏オープン   | A    | A    | Q1   | 1R   | 3R   | 1R   | 2-3   |
| ウィンブルドン | Q1   | A    | 1R   | NH   | 2R   | 1R   | 1-3   |
| 全米オープン   | Q1   | A    | 1R   | 2R   | 1R   | 2R   | 2-4   |

### 大会最高成績
| 大会                 | 成績 | 年         |
| -------------------- | ---- | ---------- |
| ATPファイナルズ      | A    | 出場なし   |
| インディアンウェルズ | 1R   | 2021, 2022 |
| マイアミ             | 1R   | 2021, 2022 |
| モンテカルロ         | Q1   | 2022       |
| マドリード           | 1R   | 2022       |
| ローマ               | Q1   | 2020, 2022 |
| カナダ               | 1R   | 2019       |
| シンシナティ         | Q2   | 2020       |
| 上海                 | A    | 出場なし   |
| パリ                 | A    | 出場なし   |
| オリンピック         | 1R   | 2021       |
| デビスカップ         | RR   | 2022       |
| ATPカップ            | A    | 出場なし   |

## ATPツアー決勝進出結果

### シングルス: 2勝0敗
| 大会グレード別                  |
| グランドスラム (0–0)            |
| ATPファイナルズ (0–0)           |
| ATPツアー・マスターズ1000 (0–0) |
| ATPツアー・500シリーズ (0–0)    |
| ATPツアー・250シリーズ (2–0)    |

| サーフェス別 |
| ハード (2–0) |
| クレー (0–0) |
| グラス (0–0) |

| 結果 | No. | 決勝日        | 大会         | サーフェス    | 対戦相手                         | スコア             |
| ---- | --- | ------------- | ------------ | ------------- | -------------------------------- | ------------------ |
| 優勝 | 1.  | 2021年9月26日 | ヌルスルタン | ハード (屋内) | ジェームズ・ダックワース         | 7-6(8-6), 6-3      |
| 優勝 | 2.  | 2023年1月14日 | アデレード2  | ハード        | ロベルト・バウティスタ・アグート | 6-4, 3-6, 7-6(7-4) |

## チャレンジャー・フューチャーズ決勝

### シングルス: 8勝3敗
| 大会グレード別                   |
| -------------------------------- |
| ATPチャレンジャーツアー (3勝3敗) |
| ITFフューチャーズツアー (5勝0敗) |

| サーフェス別    |
| --------------- |
| ハード (8勝3敗) |
| クレー (0戦)    |
| グラス (0戦)    |

| 結果   | 勝-敗 | 日時       | 大会           | サーフェス    | 対戦相手                 | スコア             |
| ------ | ----- | ---------- | -------------- | ------------- | ------------------------ | ------------------ |
| 優勝   | 1–0   | 2015年11月 | F1, プノンペン | ハード        | 손지훈                   | 7–5, 6–1           |
| 優勝   | 2–0   | 2015年12月 | F2, プノンペン | ハード        | 黄亮祺                   | 6–3, 6–3           |
| 優勝   | 3–0   | 2016年3月  | F2, 早稲田     | ハード        | 吉備雄也                 | 6–3, 6–4           |
| 優勝   | 4–0   | 2016年7月  | F5, キムチョン | ハード        | en:Cho Min-hyeok         | 6–4, 6–4           |
| 優勝   | 5–0   | 2016年12月 | F5, フアヒン   | ハード        | ダニエル・アルトマイアー | 6–2, 6–2           |
| 準優勝 | 5–1   | 2017年3月  | 慶應           | ハード        | 杉田祐一                 | 4–6, 6–2, 6–7(2–7) |
| 準優勝 | 5–2   | 2017年5月  | ソウル         | ハード        | トーマス・ファッビアーノ | 6–1, 4–6, 3–6      |
| 準優勝 | 5–3   | 2018年9月  | 高雄           | ハード        | ガエル・モンフィス       | 4–6, 6–2, 1–6      |
| 優勝   | 6–3   | 2019年3月  | 慶應           | ハード        | オスカー・オッテ         | 7–6, 6–3           |
| 優勝   | 7–3   | 2019年5月  | ソウル         | ハード        | マックス・パーセル       | 7–5, 7–5           |
| 優勝   | 8–3   | 2021年2月  | ビエッラ2      | ハード (屋内) | ロレンツォ・ムゼッティ   | 6–2, 6–3           |

### ダブルス: 2勝4敗
| 大会グレード別                   |
| -------------------------------- |
| ATPチャレンジャーツアー (0勝1敗) |
| ITFフューチャーズツアー (2勝3敗) |

| サーフェス別    |
| --------------- |
| ハード (1勝3敗) |
| クレー (1勝0敗) |
| グラス (0勝1敗) |

| 結果   | 勝-敗 | 日時       | 大会           | サーフェス    | パートナー                     | 対戦相手                                | スコア                 |
| ------ | ----- | ---------- | -------------- | ------------- | ------------------------------ | --------------------------------------- | ---------------------- |
| 優勝   | 1–0   | 2015年9月  | F6, アンソン   | クレー (屋内) | 손지훈                         | en:Nam Ji-sung 노상우                   | 6–7(4–7), 6–3, [13–11] |
| 準優勝 | 1–1   | 2015年11月 | F1, プノンペン | ハード        | 손지훈                         | 李冠毅 Liu Shao-fan                     | 7–6(8–6), 4–6, [11–13] |
| 優勝   | 2–1   | 2016年3月  | F2, 早稲田     | ハード        | en:Chung Yun-seong             | 岡村一成 竹内健人                       | 2–6, 6–2, [10–3]       |
| 準優勝 | 2–2   | 2016年12月 | F5, フアヒン   | ハード        | en:Lee Jea-moon                | サジオ・ドゥンビア ファビアン・ルブール | 3–6, 4–6               |
| 準優勝 | 2–3   | 2018年6月  | F3, テグ       | ハード        | en:Lim Yong-kyu                | en:Chung Yun-seong en:Hong Seong-chan   | 不戦敗                 |
| 準優勝 | 2–4   | 2019年6月  | サービトン     | グラス        | ラームクマール・ラーマナータン | マルセル・グラノリェルス マクラクラン勉 | 6–4, 3–6, [2–10]       |